# Oleh Lužnyj
Oleh Romanovyč Lužnyj, známý i jako Oleg Lužnyj (ukrajinsky Олег Романович Лужний, * 5. srpna 1968, Lvov, Ukrajinská SSR, Sovětský svaz) je bývalý ukrajinský, resp. sovětský fotbalový obránce a reprezentant a současný fotbalový trenér, který vede od roku 2012 ukrajinský klub SK Tavrija Simferopol. Společně s Andrijem Ševčenkem a Serhijem Rebrovem patří mezi nejznámější ukrajinské fotbalisty.

## Klubová kariéra
Mimo Sovětského svazu, resp. Ukrajiny hrál i fotbalové soutěže v Anglii, konkrétně v klubech Arsenal FC a Wolverhampton Wanderers. Závěr aktivní fotbalové kariéry strávil v lotyšském klubu FK Venta jako hrající trenér.

## Reprezentační kariéra

### Sovětský svaz
V letech 1989–1990 odehrál 8 zápasů za sovětskou reprezentaci, branku nevstřelil. Na Mistrovství světa ve fotbale 1990 v Itálii chyběl kvůli zranění.

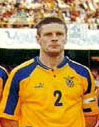
Oleh Lužnyj v reprezentačním dresu Ukrajiny.

### Ukrajina
V A-mužstvu Ukrajiny debutoval 29. dubna 1992 v prvním oficiálním utkání nově vzniklého ukrajinského týmu proti Maďarsku. Odehrál celé střetnutí, zápas skončil porážkou Ukrajiny 1:3. Za národní tým Ukrajiny odehrál v letech 1992–2003 celkem 52 zápasů, v nichž gól nevstřelil. Ve 39 zápasech byl kapitánem ukrajinského týmu. Na žádný vrcholový turnaj se s mužstvem neprobojoval.

## Trenérská kariéra
V roce 2005 působil v lotyšském klubu FK Venta jako hrající trenér. Poté, co se klub dostal do finančních těžkostí, z Lotyšska odchází. V červnu 2006 se stal asistentem trenéra Anatolije Demjanenka v Dynamu Kyjev. 5. listopadu 2007 se stal prozatímním trenérem Dynama po rezignaci trenéra Józsefa Szabó. Dosáhl tří ligových vítězství po sobě včetně výhry 2:1 nad odvěkým rivalem Šachtarem Doněck, ale v Lize mistrů utrpěl klub porážky venku s Manchesterem United a Sportingem Lisabon a doma s AS Roma. 8. prosince 2007 bylo oznámeno, že novým hlavním koučem se stává Jurij Sjomin a o několik dní později bylo potvrzeno, že Lužnyj zůstává v realizačním týmu jako asistent.
1. října 2010 byl znovu jmenován hlavním trenérem po odstoupení Valerije Gazajeva. 24. prosince 2010 jej vystřídal ve funkci opět Jurij Sjomin.
Začátkem června 2012 se stal hlavním trenérem klubu SK Tavrija Simferopol.